# Coronistomus
Coronistomus este singurul gen din familia de rotifere Coronistomidae, din ordinul Bdelloida, descris pentru prima dată în 2021. Conține o singură specie (C. impossibilis), ambele fiind descrise în același timp.